# Issedones

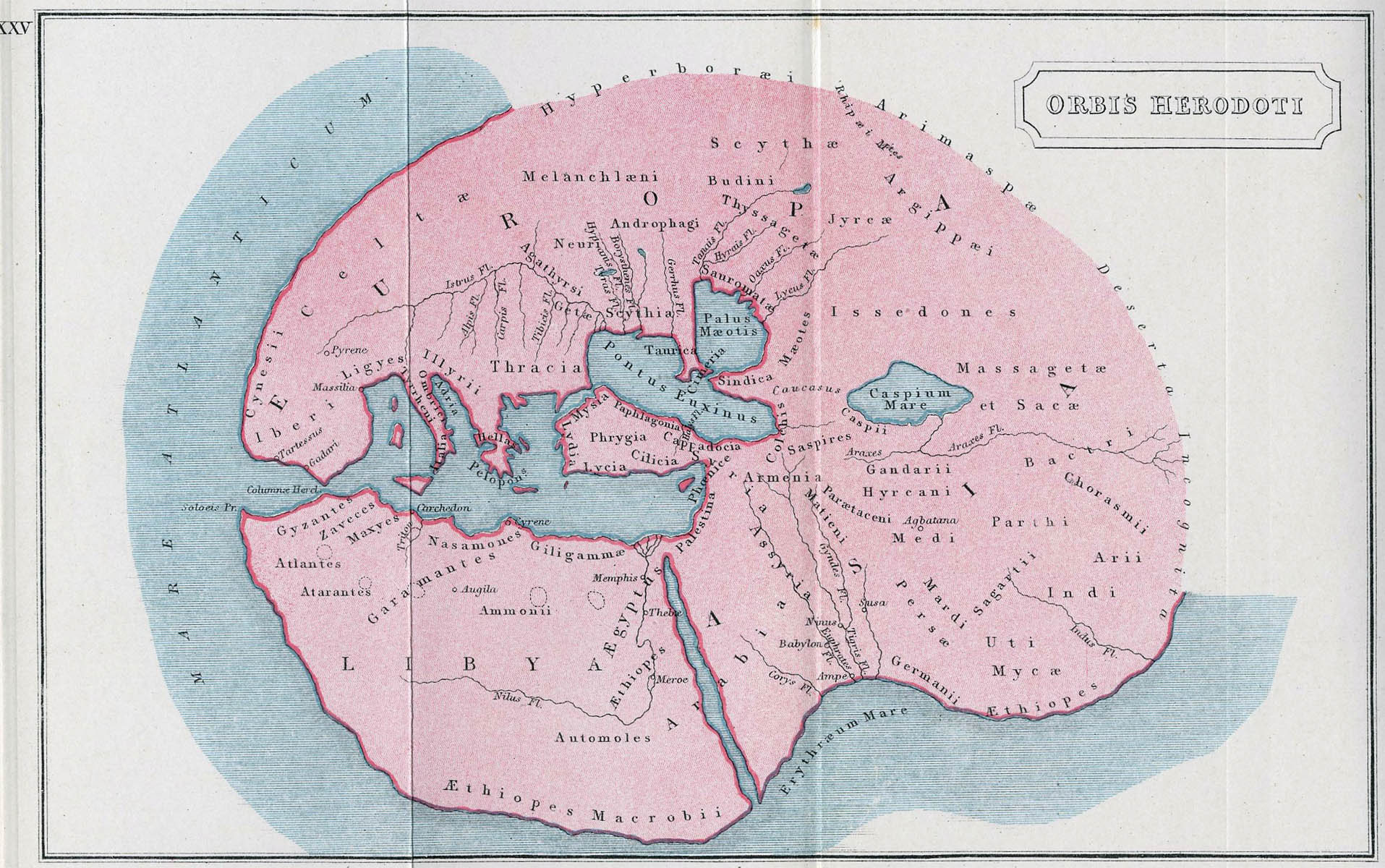
Gravure indiquant le lieu de vie des Issedones au sein du monde connu par Hérodote.

Les Issedones (Ἰσσηδόνες) étaient un peuple d'Asie centrale occupant les terres situées au bout de la route commerciale située au Nord-Est de la Scythie. Ils ont été décrits dans les Arimaspées d'Aristée de Proconnèse, dans les Histoires d'Hérodote et dans la Géographie de Ptolémée. Tout comme les Massagètes situés à l'ouest, les Issedones sont décrits par Hérodote comme similaires, mais distincts, des Scythes.

## Les Issedones chez Hérodote
On trouve quelques informations sur les Issedones chez Hérodote, au livre IV de ses Histoires. Ces informations sont très lacunaires et rien ne vient prouver les dires de l’auteur grec.
Il signale tout d’abord que les Issedones pratiqueraient une forme d’endocannibalisme (le fait de consommer la chair d’individus issus de son propre groupe). Lorsqu’un membre de la tribu perd son père, on cuisine sa viande, mélangée à la viande d’autres animaux et on la sert lors d’un banquet cérémoniel. Si rien ne vient prouver la véracité ou non de cette pratique, ce n’est cependant pas la première fois qu’Hérodote fait mention du cannibalisme chez les peuplades nomades d’Asie centrale dans l’Antiquité, notamment chez un peuple qu’il nomme les Androphages (sur lesquels nous n’avons presque aucunes informations).
Toujours selon Hérodote, une fois la viande consommée, « la tête du mort, soigneusement rasée, vidée, est recouverte de feuilles d’or et devient pour eux une image sacrée à laquelle on offre tous les ans des sacrifices somptueux. »
Enfin, l’auteur grec nous rapporte que les Issedones sont vertueux. Là encore, ce n’est pas la première fois que des peuples nomades lointains et presque inconnus des Grecs se voyaient attribuer ce genre de qualificatifs. On le voit chez Homère, qui qualifiait les nomades de nobles et justes dans l’Iliade. Les Argippéens, voisins des Issedones mentionnés par Hérodote, sont aussi présentés comme un peuple juste et vertueux. Ces mentions de vertu viennent appuyer le rapport particulier qu’avaient les Grecs avec les peuples lointains et mystérieux.
Enfin, Hérodote précise que chez les Issedones, les femmes ont les mêmes droits que les hommes. Là encore, c’est un trait qui revient souvent chez les nomades dans la littérature grecques, qu’ils soient réels comme les Sauromates (également mentionnés chez Hérodote), ou les Amazones. De plus l’archéologie vient appuyer ce propos. En effet, selon I. Lebendynsky, 20% des tombes Sauromates contenaient des armes. Il ne paraitrait donc pas étonnant que cela soit également le cas chez d’autres peuples nomades, comme les Issedones.
C’est également Hérodote qui nous fait mention de Aristéas de Proconnèse, et de son prétendu voyage chez les Issedones. Selon lui, les Arimaspes (peuple nomade mythique) auraient chassés les Issedones de chez eux, et ces derniers auraient à leur tour chassés les Scythes jusqu’au nord de la Mer Noire. Rien ne prouve cet itinéraire et ce mécanisme de migration, mais il est révélateur du système de fonctionnement en « domino » des peuples nomades dans les steppes, et montre que les Grecs avaient parfaitement conscience de ce phénomène.

## Territoire
La position exacte du territoire des Issedones est inconnue. Selon E. D. Phillips, « certains les placent en Sibérie occidentale et d'autres, au Turkestan oriental »,.
Hérodote affirme détenir des sources grecques et scythiennes disant que ce peuple vit à l'est de la Scythie et au nord des Massagètes, alors que Ptolémée (VI, 16.7) place les lieux d'échanges (Issedon Scythica et Issedon Serica) au bassin du Tarim.
Il est important de noter qu’Hérodote place les Massagètes à l’est de la Caspienne et « en face des Issedones ». Si le terme en face n’évoque aucune direction en particulier, on peut le mettre en perspective avec la liste des peuples nomades que fait Hérodote, allant d’ouest en est. Ainsi, si l’on considère que les « hautes montagnes » aux pieds desquelles vivent les Argippéens sont le Massif de l’Oural, sachant que les Issedones sont les voisins orientaux des Argippéens, alors leur territoire se situerait à cheval sur le nord-est du Kazakhstan et de la Russie. Cette théorie est appuyée par Iaroslav Lebedynsky, disant que les Issedones auraient laissés leur nom à l’Isset, un fleuve situé en Russie, à l’est de l’Oural. Les Issedones seraient donc à rapprocher de la culture archéologique de Tasmola, située dans le nord du Kazakhstan.
Selon Peter Golden, les Issedones sont le même peuple décrit par les sources chinoises comme étant les Wusun. Quant à lui, J. D. P. Bolton positionne le peuple plus loin au nord-est, sur le flanc sud-ouest de l'Altaï.
Selon le compte rendu de Pausanias le Périégète, les Arimaspes étaient situés au nord des Issedones et les Scythiens, au sud.